# Farní sbor Českobratrské církve evangelické v Opatovicích
Farní sbor Českobratrské církve evangelické v Opatovicích je sbor ČCE náležící do chrudimského seniorátu. Někdy se označuje jako Opatovice u Zbýšova.
Sbor byl založen roku 1783 jako sbor augsburského vyznání. Má čtyři kazatelské stanice, a to v Číhošti a v Sázavce, kde stojí také modlitebny; dále byla přičleněna Maleč a Vilémov u Golčova Jeníkova.
Farářem bl do srpna 2024 Benjamin Kučera (nyní je sbor neobsazen) a kurátorem Jaromír Drda.

## Seznam farářů
- Josef Batelka, 1948–1969
- František Hanák, 1974–1978
- Miroslav Čejka, 1982–1988
- Jana Potočková, 1997–2010
- Marek Feigl, 2012–2013
- 2013–2015 sbor neobsazen, administrován Vojenem Syrovátkou z Vilémova
- Benjamin Kučera, 2015–2024